# Dürerjev nosorog
Dürerjev nosorog je običajno ime za lesorez, ki ga je izdelal nemški umetnik Albrecht Dürer leta 1515. Dürer ni nikoli videl dejanskega nosoroga, ki je bil prvi živi primerek, viden v Evropi po rimskih časih. Namesto tega slika temelji na anonimnem pisnem opisu in kratki skici indijskega nosoroga, pripeljanega v Lizbono leta 1515. Kasneje istega leta je portugalski kralj Manuel I. poslal žival kot darilo za papeža Leona X., vendar je poginila v brodolomu ob italijanski obali. Naslednji živi nosorog ni bil viden, dokler Abada ni prispel iz Indije na dvor Sebastijana Portugalskega leta 1577.
Dürerjev lesorez ni točna predstavitev. Upodablja žival s trdimi ploščami, ki pokrivajo njeno telo kot listi oklepa, z zarezo na grlu, čvrstim naprsnim oklepom in nečim, kar je videti kot zakovice vzdolž šivov. Na hrbet mu položi majhen zvit rog in mu da luskaste noge ter žagasti zadnji del. Nobena od teh lastnosti ni prisotna pri pravem nosorogu, čeprav ima indijski nosorog globoke gube na koži, ki so od daleč videti kot oklep.
Dürerjev lesorez je postal zelo priljubljen v Evropi in je bil v naslednjih treh stoletjih večkrat kopiran. Do poznega 18. stoletja je veljal za pravo upodobitev nosoroga, o Dürerjevem lesorezu pa je bilo rečeno, da »verjetno nobena živalska slika ni tako močno vplivala na umetnost«. Sčasoma so ga izpodrinile bolj realistične risbe in slike, zlasti nosorog Clara, ki je potovala po Evropi v 1740-ih in 1750-ih.

## Dürerjev lesorez
Valentim Fernandes, moravski trgovec in tiskar, je nosoroga videl v Lizboni kmalu po tem, ko je prispel, in ga opisal v glasilu, poslanem nürnberški skupnosti trgovcev junija 1515. Izvirni dokument v nemščini ni ohranjen, vendar je prepis v italijanščini v Biblioteca Nazionale Centrale v Firencah. Približno ob istem času je bilo iz Lizbone v Nürnberg poslano drugo pismo neznanega avtorja, ki je priložilo skico neznanega umetnika. Dürer – ki je bil seznanjen s portugalsko skupnostjo tovarne v Antwerpnu – je drugo pismo in skico videl v Nürnbergu. Narisal je risbo s peresom in tušem in natisnil njen obrnjeni odsev.
Nemški napis na lesorezu v veliki meri črpa iz Plinijevega poročila v Naturalis Historia in se glasi:
Prvega maja leta 1513 AD [sic] je mogočni portugalski kralj Manuel I. iz Indije prinesel tako živo žival, imenovano nosorog. To je natančna predstavitev. Je barve pegaste želve in skoraj v celoti prekrit z debelimi luskami. Je velik kot slon, vendar ima krajše noge in je skoraj neranljiv. Na konici nosu ima močan koničast rog, ki ga brusi na kamne. To je smrtni sovražnik slona. Slon se nosoroga boji, saj ko se srečata, nosorog plane z glavo med njegove sprednje noge in razpre slonu želodec, pred katerim se slon ne more braniti. Nosorog je tako dobro oborožen, da ga slon ne more poškodovati. Pravijo, da je nosorog hiter, silovit in zvit.
Dürerjev lesorez ni natančen prikaz nosoroga. Upodablja žival s trdimi ploščami, ki pokrivajo njeno telo kot listi oklepa, z žrelom na grlu, čvrstim naprsnim oklepom in zakovicami po šivih. Na hrbet mu položi majhen zvit rog in mu da luskaste noge ter žagasti zadnji del. Nobena od teh lastnosti ni prisotna pri pravem nosorogu. Glynis Ridley je domnevala, da je možno, da je bil oklep skovan za boj nosoroga proti slonu na Portugalskem in da so značilnosti, ki jih je upodobil Dürer, deli oklepa, vendar Bedini tega ne omenja. Druga možnost je, da Dürerjev "oklep" lahko predstavlja težke gube debele kože indijskega nosoroga ali pa, tako kot pri drugih netočnostih, preprosto Dürerjev nesporazum ali kreativne dodatke. Dürer tudi nariše luskasto teksturo po telesu žival, vključno z "oklepom". To je morda Dürerjev poskus odražanja grobe in skoraj brez dlake kože indijskega nosoroga, ki ima bradavicam podobne izbokline, ki pokrivajo zgornje noge in ramena. Po drugi strani pa lahko njegova upodobitev teksture predstavlja dermatitis, ki ga je povzročila tesna zaprtost nosoroga med štirimesečnim potovanjem z ladjo iz Indije na Portugalsko.